# Franz Eilhard Schulze
Pour les articles homonymes, voir Schulze.
Franz Eilhard Schulze, né le 22 mars 1840 près de Greifswald et décédé le 29 octobre 1921, à Berlin, est un zoologiste et un anatomiste allemand.

## Biographie
Il reçoit son doctorat à l’université de Rostock et y devient maître de conférences et prosecteur. En 1871, il fonde l’Institut zoologique dans cette même université. Il est, plus tard, nommé professeur dans les universités de Graz et de Berlin. Il préside, dans les années 1890, la Société zoologique d'Allemagne.
On retient les recherches de Schulze sur l’anatomie et le développement des invertébrés, principalement sur les éponges. Il s’intéresse particulièrement à la classe d’éponges connue sous le nom d’Hexactinellida, il étudie les collections rapportées par l’expédition américaine de l’Albatross et l’expédition britannique du Challenger (1873-1876). Schulze fait d’importantes observations sur les Xénophyophores, qui sont des foraminifères géants ressemblant à des éponges.

## Liste partielle des publications
- Amerikanische Hexactinelliden nach dem Materiale der Albatross-Expedition. Jena 1899
- Hexactinellida. Jena: G. Fischer, 1904
- Die Xenophyophoren der Siboga-Expedition. Leiden: Brill, 1906